# Accession en droit français
Pour un article plus général, voir Accession.
En droit français, le principe d'accession ou droit d'accession est l'extension légale du droit de propriété sur une chose mobilière ou immobilière, à tout ce qu'elle produit et tout ce qui s'incorpore à elle, soit naturellement soit artificiellement. Il est présent dans le code civil français à l'article 546 du Code civil dont les termes sont :
« La propriété d'une chose soit mobilière, soit immobilière, donne droit sur tout ce qu'elle produit, et sur ce qui s'y unit accessoirement soit naturellement, soit artificiellement. Ce droit s'appelle droit d'accession. »
Le concept découle de l'accessio du droit romain.

## L'accession immobilière
On distingue deux types d'accession immobilière :
- L'accession immobilière par production.
- L'accession immobilière par incorporation.

### Droit de Superficie et Renonciation au droit d’accession
Le tréfoncier (terme légal qui désigne le propriétaire du terrain)  peut renoncer à son droit d’accession. 
La renonciation au droit d’accession par le tréfoncier crée un droit de superficie au profit du superficiaire. 
La renonciation au droit d’accession est limitée à 50 ans mais peut être renouvelée avant son terme.  A l'issue de ce terme, le tréfoncier devient de plein droit le propriétaire des immeubles construit par le superficiaire.
La renonciation au droit d’accession est très souvent utilisée en matière commerciale et aussi lors de la construction de maison unifamiliale sur un terrain appartenant à un seul des conjoints.

### L'accession immobilière par production
Les articles 547 et suivants du code civil disposent de ce type d'accession immobilière.
En droit la production au sens large signifie l'ensemble des valeurs engendré par une chose, qu'il s'agisse de fruits ou de produits.
En principe, le propriétaire peut exercer son droit sur tout ce que produit sa chose.
Il existe deux exceptions à ce principe :
- L'usufruit : En cas d'usufruit sur une chose, l'usufruitier perçoit les fruits engendrés par la chose. Cependant, les produits éventuels reviennent au nu propriétaire.
- La possession : En cas de possession exercée sur une chose, le possesseur, s'il est de bonne foi, perçoit les valeurs engendrées par la chose durant la possession.

### L'accession immobilière par incorporation
Cette deuxième forme d'accession immobilière peut être soit naturelle soit artificielle.
Les cas d'accession naturelle sont assez rares et se produisent souvent à la suite d'événements naturels de grande ampleur et inattendus. L'accession naturelle peut se faire soit d'un meuble à un immeuble (cas d'une météorite s'écrasant sur un terrain), soit d'un immeuble à un autre (cas d'un étang qui rejoint la mer et devient une part du domaine public, accrues).
Les cas d'accession artificielle, c'est-à-dire avec l'intervention de l'homme sont plus courants. Il en existe deux cas : La construction sur le terrain d'autrui et les constructions faites par un propriétaire sur son terrain mais avec les matériaux d'autrui.
- La construction sur le terrain d'autrui.

En principe le propriétaire du fonds devient propriétaire des constructions. La construction doit être nouvelle : la rénovation d'un bâtiment en ruine ne constitue pas une construction nouvelle.
En fonction de la situation, le constructeur pourra être indemnisé ou forcé à détruire son ouvrage.
La règle applicable dépend de la bonne ou de la mauvaise foi du constructeur. La notion de bonne foi ici visée est celle de l'article 550 du code civil. Le constructeur est de bonne foi lorsqu'il pense être propriétaire du terrain sur lequel il a construit. 
- Si le constructeur est de bonne foi, il bénéficiera d'une indemnité correspondant, selon son choix, soit à la valeur des matériaux, soit à la plus value apportée au fonds, de la part du propriétaire du terrain. Peu importe dans cette hypothèse que le propriétaire choisisse ou non de conserver les constructions.
- Si le constructeur est de mauvaise foi, alors les conséquences diffèrent en fonction de la volonté du propriétaire du terrain. Si ce dernier souhaite conserver les constructions, il indemnisera le constructeur. En revanche, s'il ne souhaite pas les conserver, alors les constructions seront détruites aux frais du constructeur.
Ensuite il existe d'autres exceptions à ce principe qui sont indépendantes de la bonne ou mauvaise foi du constructeur.
- le cas d'un locataire qui construit sur le terrain qui lui est donné à bail commercial, dans ce cas l'accession est retardée à l'expiration du bail. C'est-à-dire que jusqu'à ce que le bail arrive à terme, le locataire est considéré comme étant le propriétaire des constructions édifiées. Cette exception est d'origine jurisprudentielle, elle apparaît pour la première fois dans un arrêt de la première chambre civile de la cour de cassation datant du 1er décembre 1964 (Civ. 1re,1 déc. 1964).
- Le cas de l'empiètement, c'est-à-dire lorsqu'une partie seulement d'une construction est édifiée sur le terrain d'autrui. Dans ce cas le propriétaire du fonds victime de l'empiètement peut demander dans tous les cas la destruction aux frais du constructeur de la partie de la construction qui empiète sur son fonds. Par ailleurs, la propriété ne se perdant pas par le non usage, ce droit à la démolition est un droit imprescriptible. Le juge pourrait considérer que le propriétaire du fonds empiété use d'un abus de droit s'il exige la démolition alors que le dommage est faible et le forcer à percevoir les dommages et intérêts de la part de l'autre partie s'il est de bonne foi.
- les constructions faites par un propriétaire sur son terrain mais avec les matériaux d'autrui.

À cette situation s'applique l'adage "superficies solo cedit" (la superficie cède au sol) qui remonte au droit romain. Ce qui a pour effet de rendre le propriétaire du fonds propriétaire des matériaux. Mais ce dernier doit indemniser l'ancien propriétaire des matériaux du prix des matériaux.

## L'accession mobilière
Comme pour l'accession immobilière, il existe deux types d'accession mobilière :
- L'accession mobilière par production.
- L'accession mobilière par incorporation.

### L'accession mobilière par production
Comme pour l'accession immobilière par production, le propriétaire d'une chose devient propriétaire de tout ce qui est engendré par cette chose.

### L'accession mobilière par incorporation
Ce type d'incorporation est extrêmement rare toutefois le code civil distingue 3 situations d'incorporation mobilière : L'adjonction, la spécification et le mélange.